# Kathleen York
Kathleen "Bird" York es una cantante, actriz y guionista nominada a los Óscar. 
Luego de haber pasado varios años en el cine independiente, York alcanzó el reconocimiento mundial con su canción "In the Deep",(coescrito con Michael Becker) la cual aparece en su álbum Wicked Little High y que fue escrita para la película del 2004 Crash. "In the Deep" debutó en el puesto #64 de los Billboard y fue nominada para los Premios Óscar por Mejor Canción. York interpretó en vivo la canción en la 78va entrega de los Premios Óscar en el 2006. 
Su canción, "Have No Fear" (coescrita con Michael Becker), fue además el tema principal en la película Siete almas. La canción de York también ha formado parte en series como House, Nip/Tuck, CSI: NY, In Justice, NCIS, and Everwood, y en la temporada del 2001 de la serie de televisión Family Law en donde varios artistas interpretaron esta canción.
Como actriz, York ha aparecido en más de un centenar de películas y proyectos para la televisión. York protagonizó a la adolescente Naomi Judd en Love Can Build a Bridge, la miniserie de cuatro horas sobre su vida para la NBC. Otros créditos incluyen las seis temporadas en The West Wing como Andrea Wyatt, Cold Feet, Northern Lights, Sublime, Crash. Apareció también en películas independientes, tales como Cries of Silence, The Big Day Ball Don't Lie y en "Tales from the crypt" Curb Your Enthusiasm y Desperate Housewives. También interpretó a Renée Wheeler, madre de Lindsey Gardner y antigua novia de Caleb en la popular serie de televisión The O.C..
Como guionista, York ha realizado proyectos para la Warner Brothers, Sony, Paramount y a menudo escribe un episodio piloto para los estudios de la Fox Tv.
Su último EP Have No Fear fue estrenado el 19 de diciembre, del 2008 y se espera que su álbum recopilatorio sea lanzado para el 2009.

## Discografía
- Bird York (Blissed Out Records 1999)
- Wicked Little High (EMI 2006)
- Songs From The Motion Picture "Sublime" (EMI)
- Have No Fear EP (Blissed Out Records 2008)